# (8311) Zhangdaning
(8311) Zhangdaning est un astéroïde de la ceinture principale.

## Description
(8311) Zhangdaning est un astéroïde de la ceinture principale. Il fut découvert le 3 octobre 1996 à la station de Xinglong par le programme Beijing Schmidt CCD Asteroid Program. Il présente une orbite caractérisée par un demi-grand axe de 2,30 UA, une excentricité de 0,08 et une inclinaison de 4,0° par rapport à l'écliptique.

## Compléments